# Saldías
Saldías település Spanyolországban, Navarra autonóm közösségben. Saldías Eratsun, Beintza-Labaien és Basaburua községekkel határos. Lakosainak száma 123 fő (2024).

## Népesség
A település népessége az elmúlt években az alábbi módon változott:
| Lakosok száma | 148  | 126  | 120  | 119  | 118  | 118  | 119  | 122  | 120  | 123  |
|               | 2001 | 2004 | 2007 | 2009 | 2012 | 2014 | 2017 | 2019 | 2022 | 2024 |